# 南木佳士
南木 佳士（なぎ けいし、本名：霜田 哲夫、1951年（昭和26年）10月13日 - ）は、日本の小説家、医師。既婚。
代表作は芥川賞受賞作『ダイヤモンドダスト』(1988年)、『阿弥陀堂だより』(1995年)。自身のうつ病の経験から、生と死をテーマにした作品が多い。

## 経歴
群馬県吾妻郡嬬恋村出身。嬬恋村立東小学校、嬬恋村立東中学校、保谷市立保谷中学校
、東京都立国立高等学校を経て、秋田大学医学部医学科を卒業後、佐久総合病院に勤務。
1981年（昭和56年）、「破水」で第53回文学界新人賞を受賞し小説家デビュー。翌年、「重い陽光」で第87回芥川賞候補。1983年に「活火山」、1985年に「木の家」、1986年も「エチオピアからの手紙」で芥川賞候補となる。
1989年（昭和64年/平成元年）、「ダイヤモンドダスト」で第100回芥川賞を受賞。
1990年（平成2年）から1996年（平成8年）、パニック障害で病棟責任者を辞任。その後鬱病を発症。
2008年（平成20年）、『草すべり　その他の短編』で泉鏡花文学賞を受賞。翌年には『草すべり』で芸術選奨文部科学大臣賞を受賞。

## 作品リスト

### 小説
- 『エチオピアからの手紙』文藝春秋、1986年　のち文庫　
  - 破水（『文學界』1981年12月号）
  - 重い陽光（『文學界』1982年4月号）
  - 活火山（『文學界』1982年10月号）
  - 木の家（『文學界』1984年8月号）
  - エチオピアからの手紙（『文學界』1985年12月号）
- 『ダイヤモンドダスト』文藝春秋、1989年　のち文庫　
  - 冬への順応
  - 長い影
  - ワカサギを釣る
  - ダイヤモンドダスト（『文學界』1988年9月号）
- 『落葉小僧』文藝春秋、1990年　のち文庫

（落葉小僧、フナを釣る、ニジマスを釣る、ハヤを釣る、ヤマメを釣る、金印）
- 『医学生』文藝春秋、1993　のち文庫
- 『山中静夫氏の尊厳死』文藝春秋、1993　のち文庫

（山中静夫氏の尊厳死、試みの堕落論）
- 『阿弥陀堂だより』1995年、文藝春秋、のち文庫
- 『冬物語』文藝春秋、1997　のち文庫

（川岸にて、空の青、赤い車、晩秋、タオルと銃弾、冬物語、ウサギ、急須、スイッチバック、木肌に触れて、となり町で、芝生）
- 『家族』文藝春秋、1999　のち文庫

（家族、井戸の神様、風鐸、さとうきび畑）
- 『海へ』文藝春秋、2001　のち文庫　
  - 初出:『文學界』2000年8月号
- 『神かくし』文藝春秋、2002　のち文庫　
  - 神かくし（『文學界』2001年2月号）
  - 濃霧（『文學界』2001年7月号）
  - 火映（『文學界』2001年8月号）
  - 廃屋（『文學界』2001年11月号）
  - 底石を探す（『文學界』2002年2月号）
- 『こぶしの上のダルマ』文藝春秋、2005　のち文庫　
  - こぶしの上のダルマ（『文學界』2004年7月号）
  - 山と海（『文學界』2004年8月号）
  - ぬるい湯を飲む猫（『文學界』2004年9月号）
  - 稲作問答（『文學界』2004年10月号）
  - 洗顔と歯磨き（『文學界』2004年11月号）
  - 集落の葬式（『文學界』2004年12月号）
  - 歩行（『文學界』2005年1月号）
  - 麦草峠（『文學界』2005年2月号）
- 『トラや』2007年、文藝春秋　のち文庫
- 『草すべり　その他の短編』文藝春秋、2008　のち文庫

（草すべり、旧盆、バカ尾根、穂高山）
- 『先生のあさがお』文藝春秋、2010 のち文庫

2013（熊出没注意、白い花の木の下、先生のあさがお）
- 『熊出没注意 南木佳士自選短篇小説集』幻戯書房 2012
- 『陽子の一日』文藝春秋、2013　文春文庫、2015
- 『小屋を燃やす』文藝春秋、2018　文春文庫、2021

### エッセイなど
- 『ふいに吹く風』1991年、文藝春秋、のち文庫
- 『信州に上医あり 若月俊一と佐久病院』1994年、岩波新書
- 『医者という仕事』1995年、朝日新聞社、のち文庫
- 『ふつうの医者たち』（対談集、1998年、文藝春秋）のち文庫
- 『臆病な医者』1999年、朝日新聞社、のち文春文庫、朝日文庫
- 『冬の水練』2002年、岩波書店、のち文春文庫
- 『急な青空』2003年、文藝春秋、のち文庫
- 『天地有情』2004年、岩波書店、のち朝日文庫
- 『からだのままに』 2007年、文藝春秋、のち文庫
- 『生きのびるからだ』2009年、文藝春秋、のち文庫
- 『山行記』山と溪谷社　2011年　のち文春文庫
- 『生きてるかい?』文藝春秋　2011年　のち文庫
- 『猫の領分 南木佳士自選エッセイ集』幻戯書房 、2012年
- 『薬石としての本たち』文藝春秋、2015年
- 『根に帰る落葉は』田畑書店、2020年

### 共著
- 『八十八歳の秋　若月俊一の語る老いと青春』若月俊一述、1999年、岩波書店

## テレビ出演
- 『課外授業 ようこそ先輩』（NHK総合テレビ、2010年11月28日）